# ابن ام آخنسی
ابن ام آخنسی (به آلمانی: Eben am Achensee) یک شهر در اتریش است که در شواس واقع شده‌است. ابن ام آخنسی ۱۹۶٫۵۶ کیلومتر مربع مساحت دارد ۹۴۰ متر بالاتر از سطح دریا واقع شده‌است.